# Colorisme
Colorisme is een vooroordeel of discriminatie binnen een vermeend ras op basis van gradaties in de huidskleur. Waar racisme veelal gedacht wordt plaats te vinden tussen rassen onderling, vindt er ook binnen de rassen discriminatie en uitsluiting plaats op basis van wit- of zwartheid.
Het al dan niet bewust nastreven van een eurocentrisch schoonheidsideaal speelt in dit verschijnsel een belangrijke rol. Hoe meer de huidskleur, het haartype en de andere uiterlijkheden van een persoon zouden lijken op die van blanken of witte mensen, des te beter. Daardoor ontstaat dan een huidskleur-hiërarchie.

## Reactie
De slogan Black is beautiful en de daarop bedachte variant Dark is beautiful verwoorden het protest tegen zowel racisme als colorisme. Eind jaren 1960 en begin jaren 1970 was het populaire afrokapsel ook een uiting van protest tegen de concessies die andere zwarten in hun ogen zouden doen om blanker te willen lijken. Daarbij lieten sommige zwarten, zowel politieke activisten als vele bekende soul-zangers en -musici, trots hun kroeshaar weelderig groeien. Bekende exponenten van deze protestuiting waren onder meer de zwarte activiste Angela Davis en de half-zwarte gitarist Jimi Hendrix.

## Film
De cineaste Clare Anyiam-Osigwe maakte in 2018 de film No Shade over het verschijnsel colorisme.